# شب فرشتگان
شب فرشتگان فیلمی به کارگردانی و نویسندگی فریدون گله ساختهٔ سال ۱۳۴۷ است.

## بازیگران

از راست به چپ:رامین،محمدرضا فاضلی،کتایون،نانسی کووک و گوگوش

- نانسی کووَک
- محمدرضا فاضلی
- گوگوش
- کتایون
- رامین
- حسین گیل
- داریوش طلایی
- رحیم روشنیان
- جواد تقدسی
- حمیده خیرآبادی
- عباس مهردادیان
- صابر آتشین
- کنعان کیانی
- نرسی کرکیا